# Edmundo Vásquez
Edmundo Vásquez (* 1938) ist ein chilenischer Komponist.

## Leben
Vásquez studierte an der Musikfakultät der Universidad de Chile bei Gustavo Becerra-Schmidt, Alfonso Letelier und Celso Garrido Lecca. Er komponierte in Chile Chorwerke, ein Streichquartett, ein Quintett für Blasinstrumente und Schlagzeug, zwei Werke für Harfe und im Auftrag des Bildungsministeriums die Musik zu mehreren Kurzfilmen.
Seit 1974 lebt er in Paris. Dort entstand 1980 für das Quatuor Bernède seine Komposition La Harpe et l'Ombre. Im gleichen Jahr komponierte er die dem Gitarristen Oscar Cácérès gewidmete Suite Transitorial. Für die Groupe Intervalles des IRCAM komponierte er 1981 sein Canticum für Frauenstimme, fünf Instrumente und Tonband. 1991 wurde er mit der Goldmedaille der Société Académique Française "Arts-Sciences-Lettres" ausgezeichnet. Seit 2012 ist er Mitglied der Academia de Bellas Artes des Instituto de Chile.